# Новокрасное (Кировоградская область)
Новокра́сное (укр. Новокрасне) — село в Марьяновской сельской общине Новоукраинского района Кировоградской области Украины.
До 2020 года входило в Маловисковский район
Население по переписи 2001 года составляло 117 человек. Почтовый индекс — 26244. Телефонный код — 5258. Код КОАТУУ — 3523184003.